# 锡约塔
锡约塔（法語：Cieutat，法語發音：[sjœta]）是法国上比利牛斯省的一个市镇，属于巴涅尔德比戈尔区。

## 地理
锡约塔（43°7'19"N, 0°12'53"E）面积18.78 平方千米，位于法国奧克西塔尼大區上比利牛斯省，该省份为法国西南部内陆省份，北至热尔省，西接大西洋比利牛斯省，南与西班牙接壤，东临上加龙省。
与锡约塔接壤的市镇（或旧市镇、城区）包括：奥宗、阿热莱斯巴涅尔、阿尔蒂格米、博讷马宗、卡斯蒂永、谢勒-斯普、吕克、梅里约、奥里尼亚克、普马鲁。
锡约塔的时区为UTC+01:00、UTC+02:00（夏令时）。

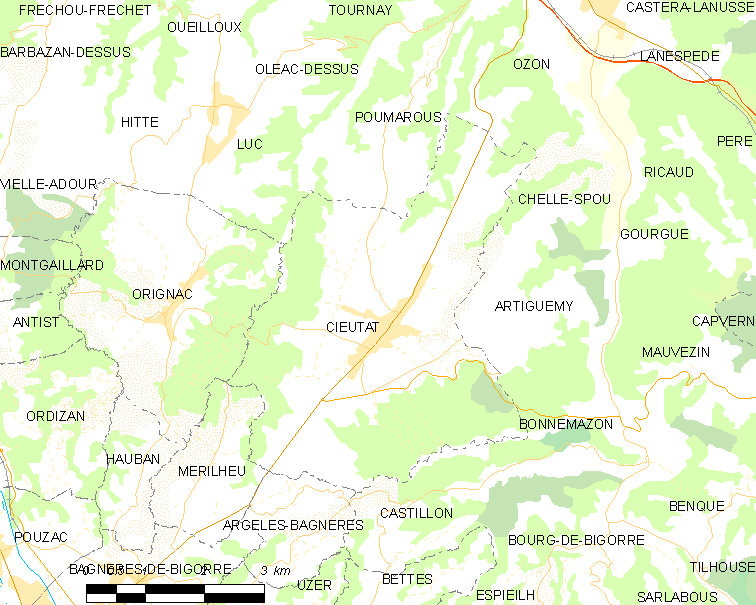
锡约塔的OSM定位图

## 行政
锡约塔的邮政编码为65200，INSEE市镇编码为65147。

## 政治
锡约塔所属的省级选区为阿罗斯河与巴伊斯河谷县。

## 人口

1962-2008年间锡约塔人口变化图示

锡约塔于2022年1月1日时的人口数量为606人。